# المسح البركاني الإندونيسي
المسح البركاني الإندونيسي هي وكالة حكومية إندونيسية رسمية تابعة لوزارة الطاقة والثروة المعدنية، تتحدد مهامها في المسؤولة عن التحقيق والتسجيل والتحذير بشأن البراكين داخل المنطقة الإندونيسية من المسؤولية وتخفيف المخاطر الجيولوجية.
الاسم الإندونيسي الرسمي الكامل هو (بالإندونيسية: Pusat Vulkanologi dan Mitigasi Bencana Geologi) (ترجمتها: مركز علم البراكين والتخفيف من حدة المخاطر الجيولوجية)، وغالبًا ما يتم اختصارها إلى PVMBG. يقع المركز في باندونغ في جاوة الغربية. سبق الوكالة الحالية وكالة سابقة كانت تسمى المسح البركاني لجزر الهند الشرقية الهولندية.